# Samnauner Zwerge

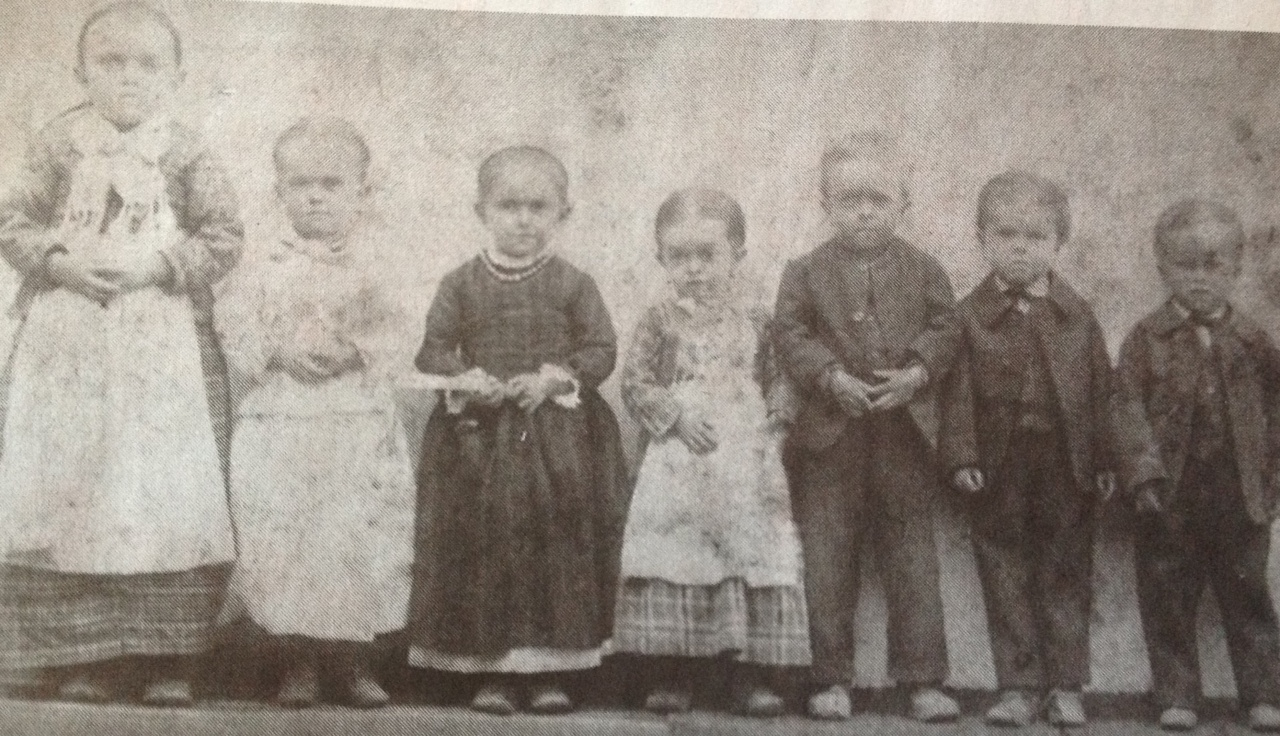
Sieben der acht «Samnauner Zwerge»

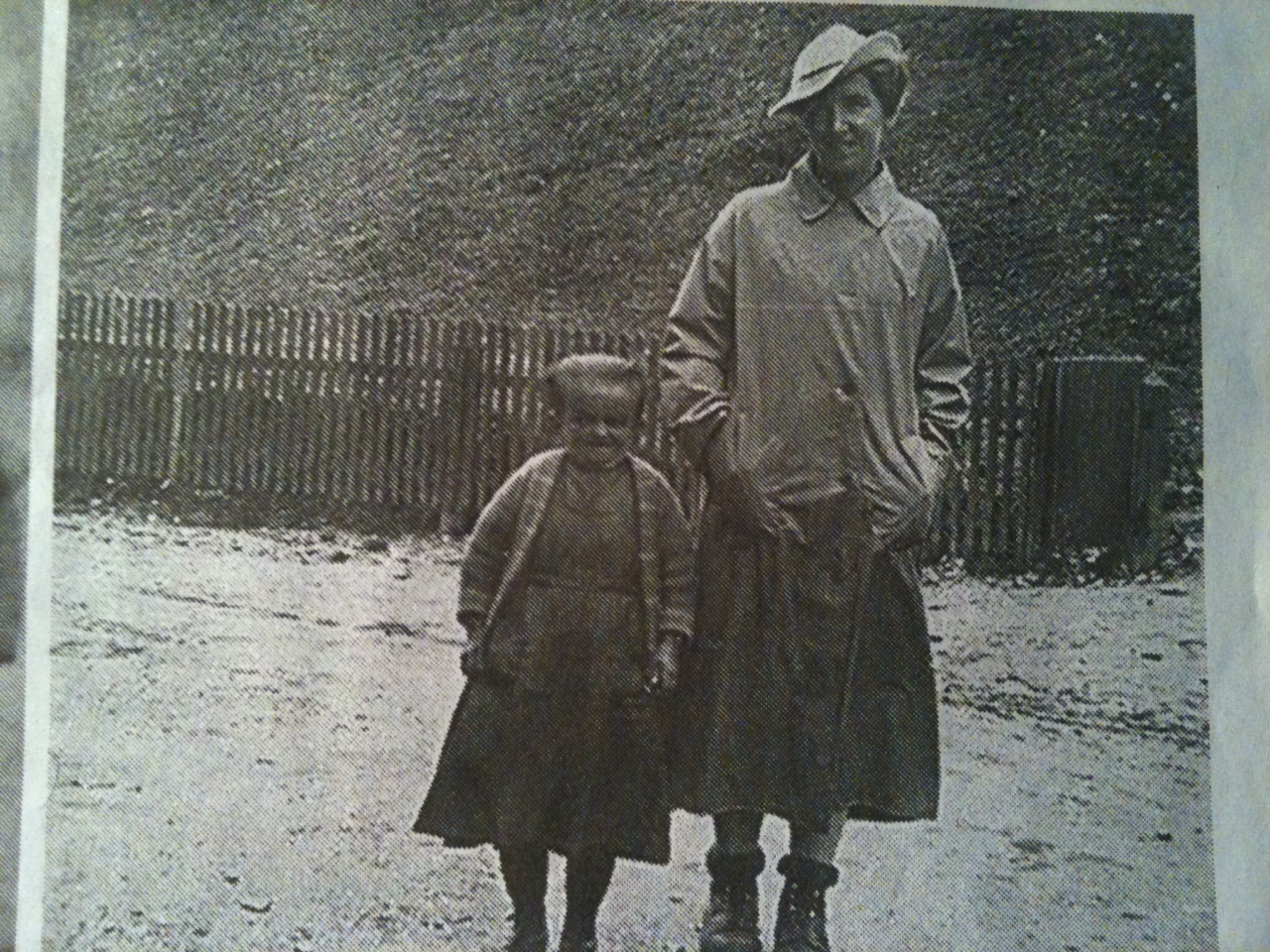
Links eine der Samnauner Kleinwüchsigen

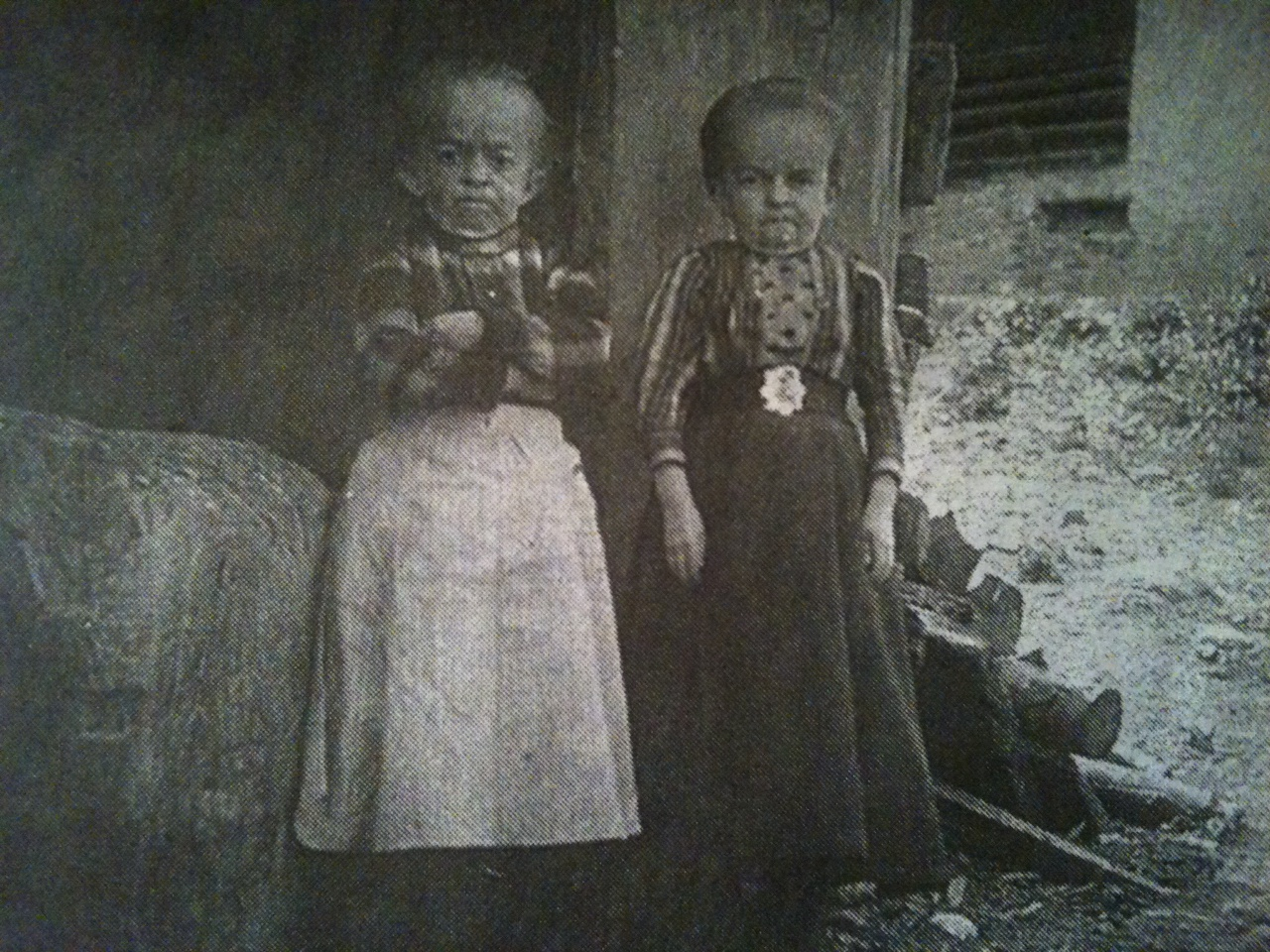
Zwei der kleinwüchsigen Frauen

Als Samnauner Zwerge wird das Phänomen der gehäuften Geburten kleinwüchsiger Kinder im abgelegenen Bündner Hochtal Samnaun zwischen 1873 und 1892 bezeichnet.

## Geschichte
In den Samnauner Weilern Compatsch, Plan und Ravaisch wurden innerhalb von 19 Jahren acht Kleinwüchsige geboren, fünf Mädchen und drei Buben. Vier Familien waren betroffen.
Die Körpergrösse der ausgewachsenen Kleinwüchsigen betrug 80 cm bei der Kleinsten und 100 cm bei der Grössten. Alle Geschwister der Kleinwüchsigen waren hingegen normalgewachsen.
Die Kleinwüchsigen wurden nicht ausgegrenzt, sondern galten als gut in die Dörfer integriert. Sie erlernten Berufe wie Bauer, Schneider und Sängerin. Ein Betroffener ausgenommen, erreichten alle Minderwüchsigen ein normales oder gar hohes Alter. Der letzte «Zwerg», Rudolf Prinz, starb 1959 im Alter von 77 Jahren.

## Ursache
Als Ursachen für die Fehlbildungen wurden lange sowohl Inzucht als auch Mangelernährung vermutet. Mittlerweile ist allerdings ein erblicher rezessiver Gendefekt als Ursache gesichert, der erst durch die isolierte Lage des Samnaun im Phänotyp sichtbar wurde.

### DNA-Untersuchung
Primus-Eugen Mullis, Professor für Pädiatrische Endokrinologie an der Universität Bern, konnte am Anfang dieses Jahrhunderts anhand von Blutproben aller potentiellen Nachfahren den Nachweis erbringen, dass nicht das Laron-Syndrom die Ursache für den Kleinwuchs bei den Samnauner Zwergen ist. Bei dieser Erkrankung werden zwar Wachstumshormone in normalem oder unter Umständen auch erhöhtem Ausmass gebildet, diese können aber nicht wirken, da der entsprechende Rezeptor defekt ist.
Bei den Samnauner Zwergen ist dagegen ein Defekt des Wachstumshormon-Gens die Ursache, der zu einer verminderten Produktion von Wachstumshormonen führt und damit für den Kleinwuchs verantwortlich ist.